# Epi Taione

a Compétitions nationales et continentales officielles uniquement.

b Matchs officiels uniquement.
Epeli Taione, né le 2 mars 1979 à Vauai'i (Tonga), est un joueur de rugby à XV tongien évoluant au poste de centre, ailier ou troisième ligne aile. 
Il porte les couleurs de l'équipe des Tonga depuis 1999.
Il a longtemps participé au Championnat d'Angleterre sous les couleurs des Newcastle Falcons puis récemment des Sale Sharks.
Avec Sililo Martens, il interprète un All Black dans le film Invictus.
Le 23 décembre 2011, il met un terme à sa carrière à l'âge de 32 ans, en raison d'une sérieuse blessure au genou.

## Carrière

### En club
- Tynedale  Angleterre
- 2000-2005 : Newcastle Falcons  Angleterre
- 2005-2006 : Sale Sharks  Angleterre
- 2006-2007 : Sanyo   Japon
- 2007-2008 : Sharks  Afrique du Sud
- 2008 : Harlequins  Angleterre
- 2009-2010: Racing Métro 92  France
- 2010-2011: London Welsh  Angleterre

### En équipe nationale
- Epi Taione a connu sa première sélection le 10 octobre 1999 contre l'équipe d'Italie.

## Palmarès
Avec l'équipe des Tonga
- 18 sélections
- 15 points (3 essais)
- Sélections par année : 2 en 1999, 2 en 2000, 2 en 2001, 1 en 2005, 2 en 2006, 6 en 2007, 2 en 2008, 1 en 2009,
- Coupes du monde disputées : 1999 (2 matchs contre l'Italie et l'Angleterre), 2007 (4 matchs contre les États-Unis, les Samoa, l'Afrique du Sud et l'Angleterre)

Avec les Pacific Islanders
- 6 sélections
- 5 points (1 essai)
- sélections par année : 3 en 2006, 3 en 2008